# Kim Na-young
Kim Na-young (hangul: 김나영; hanja: 金娜英; rr: Gim Na-yeong; MR: Kim Na-yŏng; Seul, 23 de novembro de 1995), mais frequentemente creditada na carreira musical apenas como Nayoung (hangul: 나영), é uma cantora e dançarina sul-coreana. Realizou sua estreia no cenário musical em junho de 2016 como membro do grupo feminino Gugudan. No mesmo ano, concorreu no reality show Produce 101.

## Biografia
Nayoung nasceu em 23 de novembro de 1995, em Seul, Coreia do Sul. Ela frequenta a Baekseok Arts University, especializada em música aplicada.

## Carreira
Em 2013, ela começou a treinar-se para se tornar uma idol, tanto na Academia de Treinamento Born Star e Dream Vocal. Depois de dois anos de treinamento lá, ela e suas colegas de empresas, tiveram a chance de participar do reality show Produce 101. Mas não tão sortuda como suas colegas, ela foi eliminada na final pois foi classificada em 14° lugar (faltando apenas 3 posições para ela estrear no grupo feminino I.O.I).
Em abril de 2016, Nayoung apareceu no videoclipe Dynamite, do grupo masculino VIXX. Em junho, Nayoung foi selecionada pela Jellyfish Entertainment como uma das nove integrantes do primeiro grupo feminino da gravadora, Gugudan. Em outubro de 2016, ela novamente apareceu em um videoclipe para The Closer do grupo VIXX.

## Discografia

### Singles
| Ano  | Música  | Álbum       | Duração | Outros(s) Artista(s) |
| ---- | ------- | ----------- | ------- | -------------------- |
| 2015 | Pick Me | Produce 101 | 04:15   | Com vários artistas  |

## Filmografia

### Aparições em videoclipes
| Ano  | Título     | Artista | Notas |
| ---- | ---------- | ------- | ----- |
| 2016 | Dynamite   | VIXX    |       |
| 2016 | The Closer | VIXX    |       |